# Henri Lemasson
Pour les articles homonymes, voir Lemasson.
 (novembre 2012).
Si vous disposez d'ouvrages ou d'articles de référence ou si vous connaissez des sites web de qualité traitant du thème abordé ici, merci de compléter l'article en donnant les références utiles à sa vérifiabilité et en les liant à la section « Notes et références ».
Ne doit pas être confondu avec Henri Le Masson.
Henri Lemasson (1870-1956) était un employé des postes françaises à la fin du XIXe et au début du XXe siècle. Il a été notamment responsable du bureau de Papeete dans les Établissements français de l'Océanie de 1895 à 1904, et de 1912 à 1920.
Photographe, il a pris 186 clichés pendant ses séjours polynésiens, dont trois ont servi sur une série de timbres, les type Lemasson.
L'ensemble du fonds photographique d'Henri Lemasson est consultable sous forme numérisée dans la salle de lecture du Centre des archives d'outre-mer  à Aix-en-Provence.